# Stiftelsen Musikkulturens Främjande

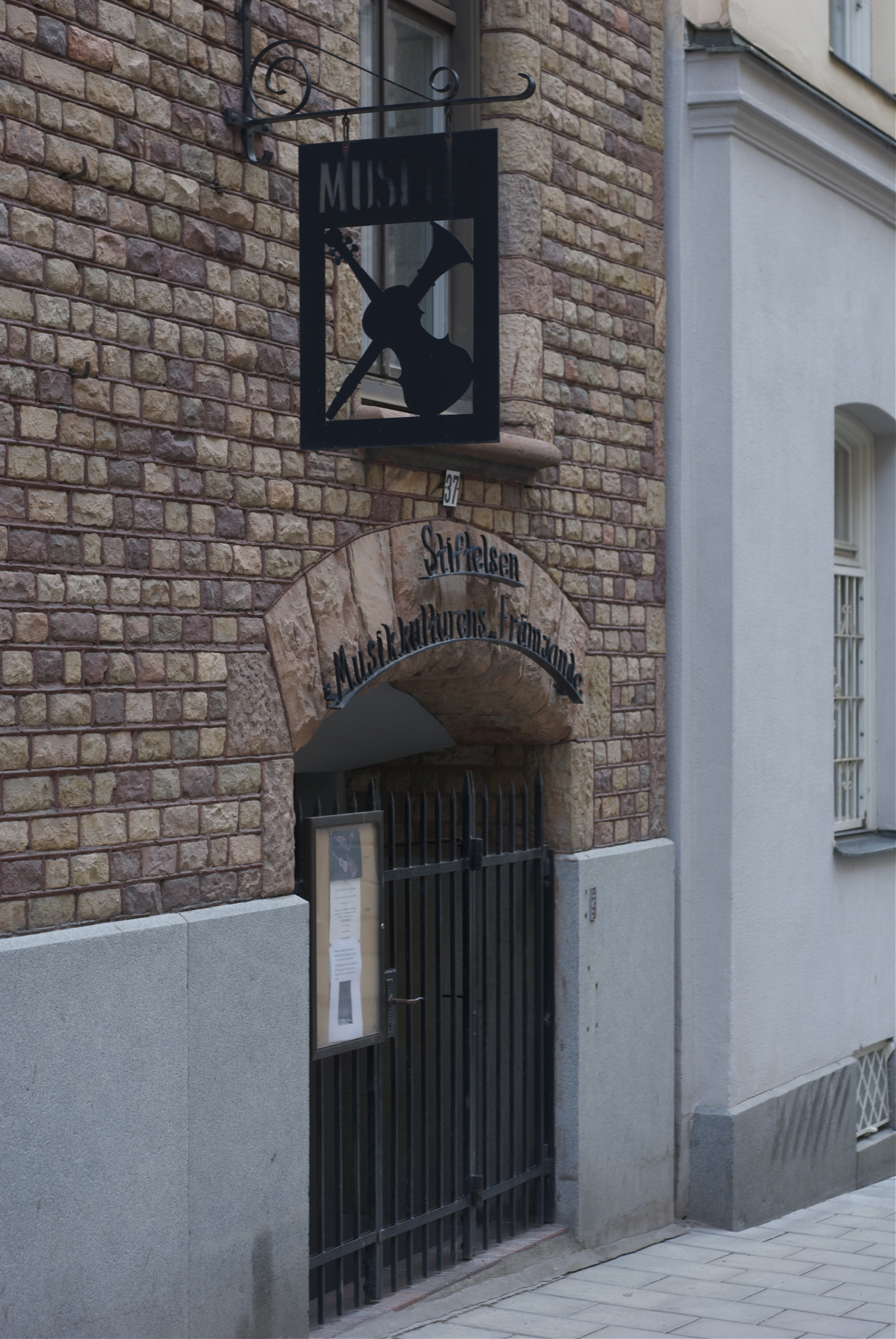
Stiftelsen Musikkulturens Främjandes lokaler på Riddargatan på Östermalm i centrala Stockholm.

Stiftelsen Musikkulturens Främjande bildades 1920 av kapten Rudolf Nydahl för att förvalta de samlingar av musikinstrument, manuskript och andra föremål med musikalisk anknytning som han byggt upp under sin levnad. 
Samlingarna visas i museilokaler på Riddargatan 37 i Stockholm och omfattar omkring 2 000 originalkompositioner i autograf av de flesta betydande tonsättare, som till exempel Mozart, Beethoven, Schubert, Schumann och Chopin med flera, samt cirka 6 000 originalbrev och dokument. Dessutom finns omkring 550 äldre musikinstrument från skilda länder och epoker samt ett bibliotek av musiklitteratur och tryckta noter och ett bildarkiv. Samlingen omfattar också tavlor och skulpturer med musiken som motiv och även föremål som tillhört kända musikpersonligheter.